# Cmentarz żydowski w Ińsku
Cmentarz żydowski w Ińsku – kirkut został założony na początku XIX wieku. Mieścił się za urzędem pocztowym pomiędzy dzisiejszymi ulicami: Młynarską i Armii Krajowej. Przed zakończeniem II wojny światowej uległ całkowitemu zniszczeniu. Obecnie teren nekropolii został wybetonowany i wybudowano na jego miejscu garaże i parking.